# Parc Natural d'Arribes del Duero
|  | Per a altres significats, vegeu «Arribes». |

El Parc Natural d'Arribes del Duero està situat a la província de Salamanca i la província de Zamora, Castella i Lleó, Espanya.
Arribes és la denominació geogràfica de la zona erosionada pels rius Àgueda, Duero, Esla, Huebra, Tormes i Uces en aquest territori. Presenta una zona de depressió o d'altitud més baixa i una altra d'altitud més elevada. Aquesta característica geomorfològica comuna a tota la zona és l'origen d'una comarca natural “Los Arribes del Duero”, sense límits definits.
A gairebé tot el parc els rius Duero i Àgueda fan de frontera natural entre Espanya i Portugal. La vora portuguesa es coneix sota la protecció del Parc Natural del Duero Internacional. Està situada al sud-est del districte de Bragança i el nord-est del districte de Guarda.

## Descripció

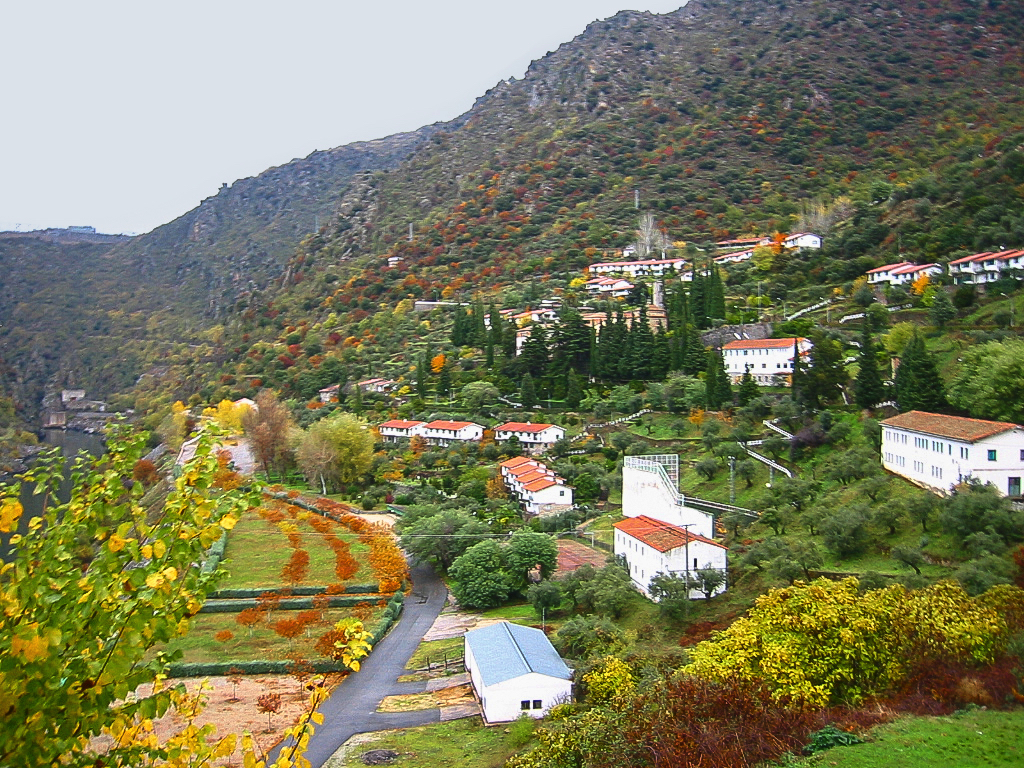
Salto de Aldeadávila.

Els arribes són compostos principalment de granit, pissarra i quars. El riu Duero presenta un gran cabal i té gran potencial d'aprofitament per obtenir energia hidroelèctrica, per això s'hi ha fet una xarxa d'embassament coneguda com a “Salts del Duero” (Saltos del Duero).
Als arribes hi ha un microclima mediterrani que en les zones d'altitud més baixa permet el cultiu de tarongers essent aquí l'únic lloc de Castella on això és possible. A l'observatori meteorològic de Mieza, situat a 646 metres d'altitud, la temperatura mitjana anual és de 12,2 °C (similar a la d'altres zones de l'altiplà castellà) i, en canvi, a l'embassament de Saucelle, a 116 m d'altitud, la temperatura mitjana registrada és de 17,1 °C, que és més alta que a la de la ciutat de València (16,9 °C).
En alguns lloc hi ha desnivells de fins a 400 metres d'altitud.
Arribes és una paraula en idioma lleonès (asturlleonès).
El territori dels arribes s'estén uns 120 km entre Espanya i Portugal. El Parc Natural d'Arribes del Duero situat a Espanya ocupa una superfície de 106.105 hectàrees (10.611 km²) i el Parc Natural del Duero Internacional portuguès fa 85.150 hectàrees (8.515 km²). Entre els dos fan una de les superfície protegides més extenses d'Europa.
El Parc Natural d'Arribes del Duero consta de 37 termes municipals. 24 termes municipals són de la província de Salamanca: Ahigal de los Aceiteros, Aldeadávila de la Ribera, Almendra, Barruecopardo, Bermellar, La Bouza, Cabeza del Caballo, Cerezal de Peñahorcada, La Fregeneda, Hinojosa de Duero, Lumbrales, Masueco, Mieza, La Peña, Pereña de la Ribera, Puerto Seguro, Saldeana, San Felices de los Gallegos, Saucelle, Sobradillo, Trabanca, Villarino de los Aires, Vilvestre i La Zarza de Pumareda.
- 13 pertanyen a la província de Zamora: Argañín, Fariza, Fermoselle, Fonfría, Gamones, Moral de Sayago, Moralina, Pino del Oro, Torregamones, Villadepera, Villalcampo, Villar del Buey i Villardiegua de la Ribera.

La Junta de Castella i Lleó té les oficines del parc a Fariza.

## Ecosistemes: fauna i flora
Les espècies animals i vegetals que s'hi troben són una síntesi entre les que es poden trobar dins un clima mediterrani i les del clima continental Hi ha unes 200 espècies d'aus, unes 47 classes de mamífers i 21 tipus de rèptils.
El 1990, aquest paratge va ser declarat ZEPA (Zona d'Especial Protecció per a les Aus). Les espècies d'aus considerades més importants són Aquila fasciata, Aquila chrysaetos, Neophron percnopterus, el Bubo bubo, Gyps fulvus, la Pyrrhocorax pyrrhocorax, la Ciconia nigra i el Falco peregrinus.
Entre els mamífers hi ha 14 espècies de ratpenats, i gat fer i el teixó.
La llúdriga hi abunda relativament gràcies a la inexistència de visons americans asilvestrats. El llop n'és un visitant ocasional, en canvi hi abunden la guineu, senglar, gat mesquer, conill, llebre, eriçó, fura, marta i Eliomys quercinus.
El linx ibèric hi havia viscut, però actualment es considera extint localment,
En peixos amfibis i rèptils ha influït molt l'activitat humana, molts són introduïts. Tanamateix s'hi troba, molt escàs, l'esturió Acipenser sturio qualificat com a "espècie en perill d'extinció".
D'espècies d'amfibis n'hi ha dues d'endèmiques: el tritó ibèric i el tòtil.
Els rèptils hi troben bones condicions essent els més freqüents el llangardaix Lacerta lepida, la sargantana de cua llarga, les serps Malpolon monspessulanus i Elaphe scalaris. També hi ha les tortugues Emys orbicularis i Mauremys leprosa.

### Flora
En els cultius de les zones de poca altitud hi ha vinyes (amb Denominació d'Origen Arribes), tarongers (sobretot a Vilvestre), oliveres (pràcticament les úniques oliveres de Castella i Lleó), figueres i ametllers. A finals del segle xix fins i tot es conreava canya de sucre. La majoria de boscos del parc són rouredes i suredes amb alzines, lledoners i ginebres. El matoll el formen cactus introduïts (Opuntia), cistàcies (jaras), Retama sphaerocarpa i farigola.
El bosc més gran és el de Mieza, que ocupa una superfície contínua de 250 hectàrees.

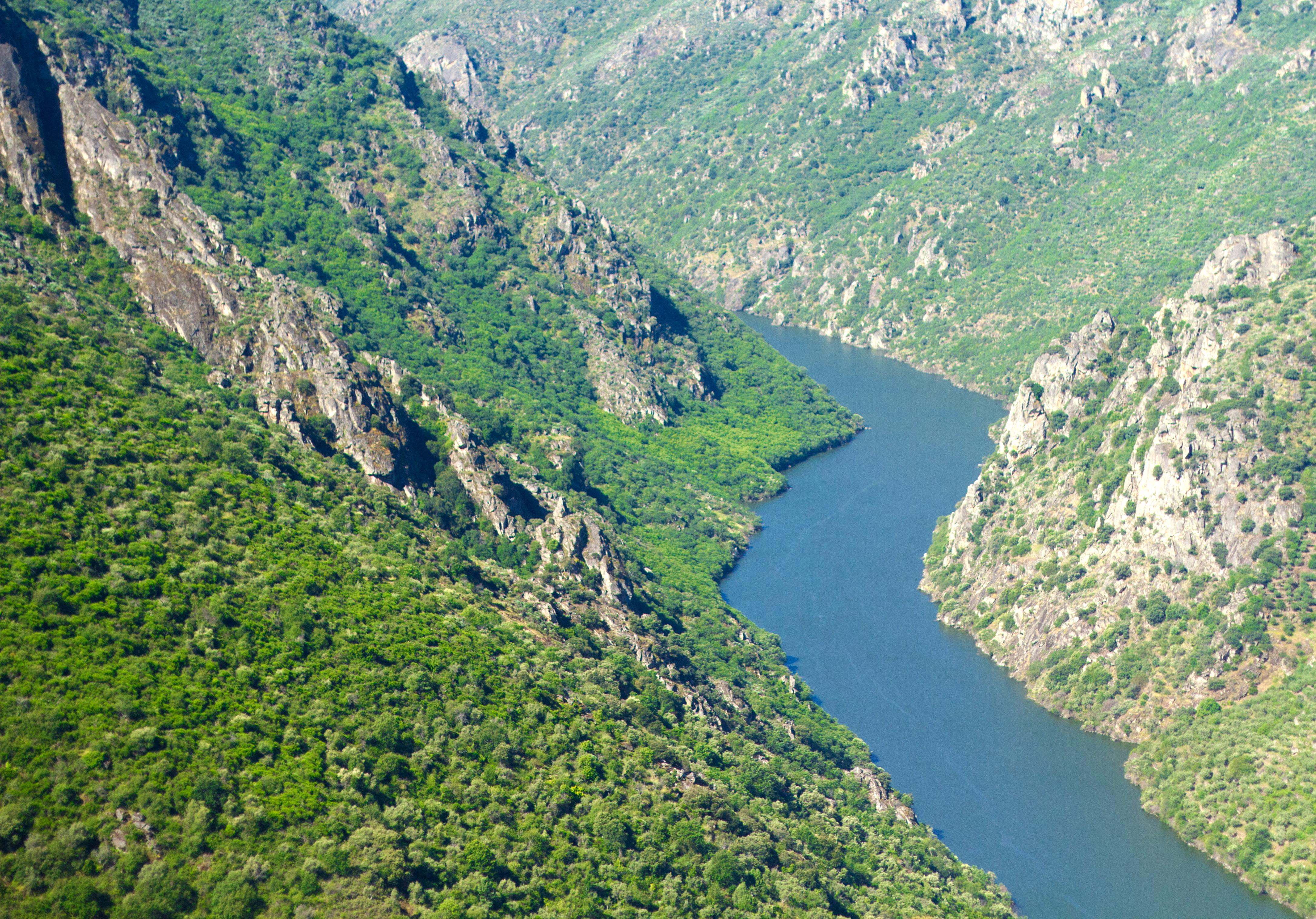
Lledoners de Mieza
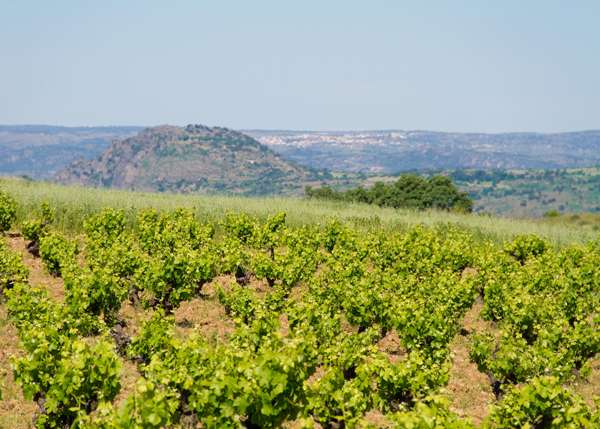
Vinya a Aldeadávila
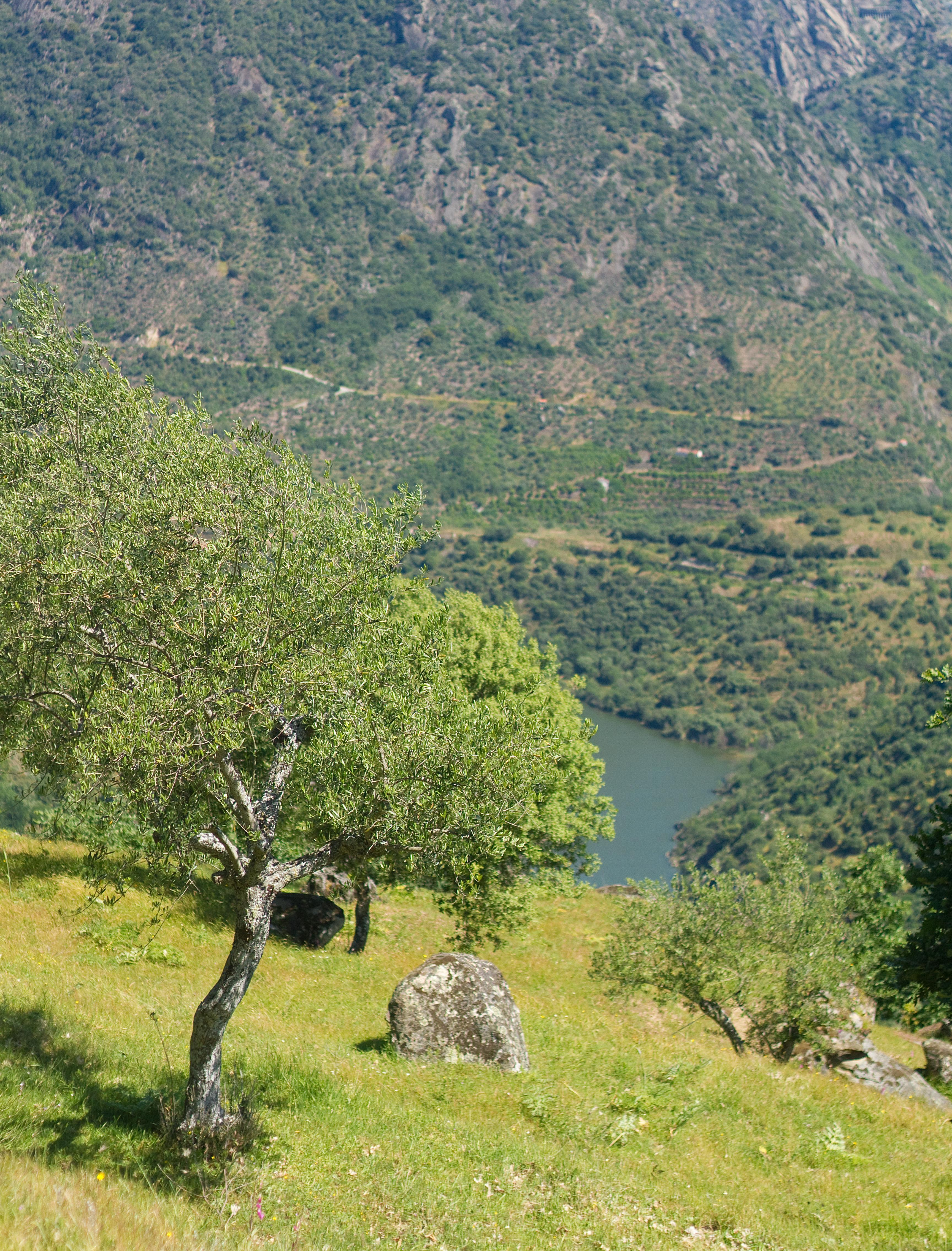
Olivera a Mieza
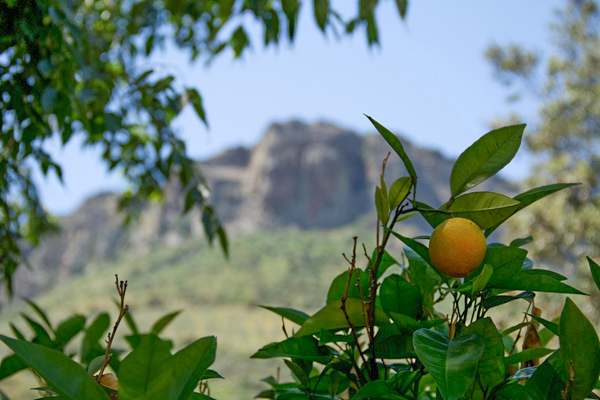
Taronger a Saucelle

### Amenaces
Els incendis forestals en són la principal amenaça, per bé que també ho són la possible nova construcció d'embassaments, la xarxa elèctrica i els vessaments incontrolats a les aigües. També va haver en projecte durant anys una central nuclear a Moral de Sayago o un magatzem de residus nuclears a Aldeadávila de la Ribera.